# Lenichta
Lenichta (en macédonien Леништа) est un village du sud de la Macédoine du Nord, situé dans la municipalité de Prilep. Le village ne comptait aucun habitant en 2002. 